# Лилимар Ернандез
Лилимар Ернандез (енгл. Lilimar Hernandez; Острво Маргарита, 2. јун 2000), позната само као Лилимар, америчка је глумица. Најпознатија је по улогама Софи у серији Бела и Булдози (2015—2016) и Огњенке у серији Чета витезова (2018—2019).

## Живот
Лилимар Ернандез је рођена у Венецуели, као ћерка Кубанаца. Она се када је имала шест година са својом породицом преселила на Мајами, и са девет година се уписала на часове глуме. Од кад је глумила у Бела и Булдози, Лилимар живи у Лос Анђелесу са својом бабом и мајком.
Позната је и по томе што има хетерохромију, тако да је њено лево око браон, а десно зелено.

## Филмографија
| Година | Назив            | Улога | Напомена    | Ref.  |
| ------ | ---------------- | ----- | ----------- | ----- |
| 2013   | The Little Ghost | Мери  | Глас        | [ 6 ] |
| 2014   | Pedro Pan        | Елена | Кратки филм | [ 6 ] |
| 2014   | Last Children    | Хијас | Кратки филм | [ 7 ] |

| Година    | Назив                    | Улога   | Напомена           | Ref.              |
| --------- | ------------------------ | ------- | ------------------ | ----------------- |
| 2006      | Sábado Gigante           | себе    | /                  | [ 6 ]             |
| 2013      | Rosario                  | Еленита | 1 епизода          | [ 4 ] [ 6 ]       |
| 2014      | Smart Alec               | Бет     | Непродати ТВ пилот | [ 8 ]             |
| 2015–2016 | Бела и Булдози           | Софи    | Главна улога       | [ 3 ] [ 4 ] [ 6 ] |
| 2017      | Life after First Failure | Изабела | Интернет серија    |                   |
| 2018      | Чета витезова            | Огњенка | Главна улога       | [ 9 ]             |
| 2018      | Дух слободно јури        | Солана  | Глас, 5 епизода    |                   |

## Награде и номинације
| Година | Награда                   | Категорија                         | Рад            | Резлултат | Ref.         |
| ------ | ------------------------- | ---------------------------------- | -------------- | --------- | ------------ |
| 2015   | 30th Annual Imagen Awards | Најбоља млада телевизијска глумица | Бела и Булдози | Освојено  | [ 4 ] [ 10 ] |